# Hogares Ferrocarrileros (San Luis Potosí)
Hogares Ferrocarrileros, también conocido como Hogares, es un conjunto habitacional ubicado en el municipio de Soledad de Graciano Sánchez, que forma parte de la Zona Metropolitana de San Luis Potosí, México. Fundado a principios de la década de 1970, este espacio nació como un asentamiento destinado a los trabajadores de Ferrocarriles Nacionales de México, pero con el tiempo ha evolucionado hasta convertirse en una comunidad dinámica y diversa, marcada por su rica historia y su crecimiento constante.
El conjunto se organiza en tres secciones bien definidas: Hogares Ferrocarrileros 1a sección, Hogares Ferrocarrileros 2a sección y Hogares Ferrocarrileros 3a sección, cada una con un carácter único que refleja tanto el paso del tiempo como los cambios sociales y urbanos que ha experimentado la colonia.
Una de las características que distingue a Hogares Ferrocarrileros es su original sistema de nomenclatura. Las calles y avenidas están nombradas en honor a flores, árboles y pueblos indígenas de México, lo que no solo le da un aire pintoresco y natural, sino que también invita a la reflexión sobre la riqueza cultural del país. Este detalle hace que caminar por sus calles sea una experiencia visualmente atractiva y cargada de significado.

Hoy en día, Hogares Ferrocarrileros sigue siendo un lugar acogedor y lleno de vida, donde la tranquilidad de sus residentes se mezcla con el dinamismo de una zona que continúa creciendo y adaptándose a las necesidades urbanas. Su ubicación estratégica, su ambiente familiar y su identidad vinculada al patrimonio ferroviario lo convierten en una opción única dentro de la región, donde la historia y la modernidad se encuentran de manera armónica.

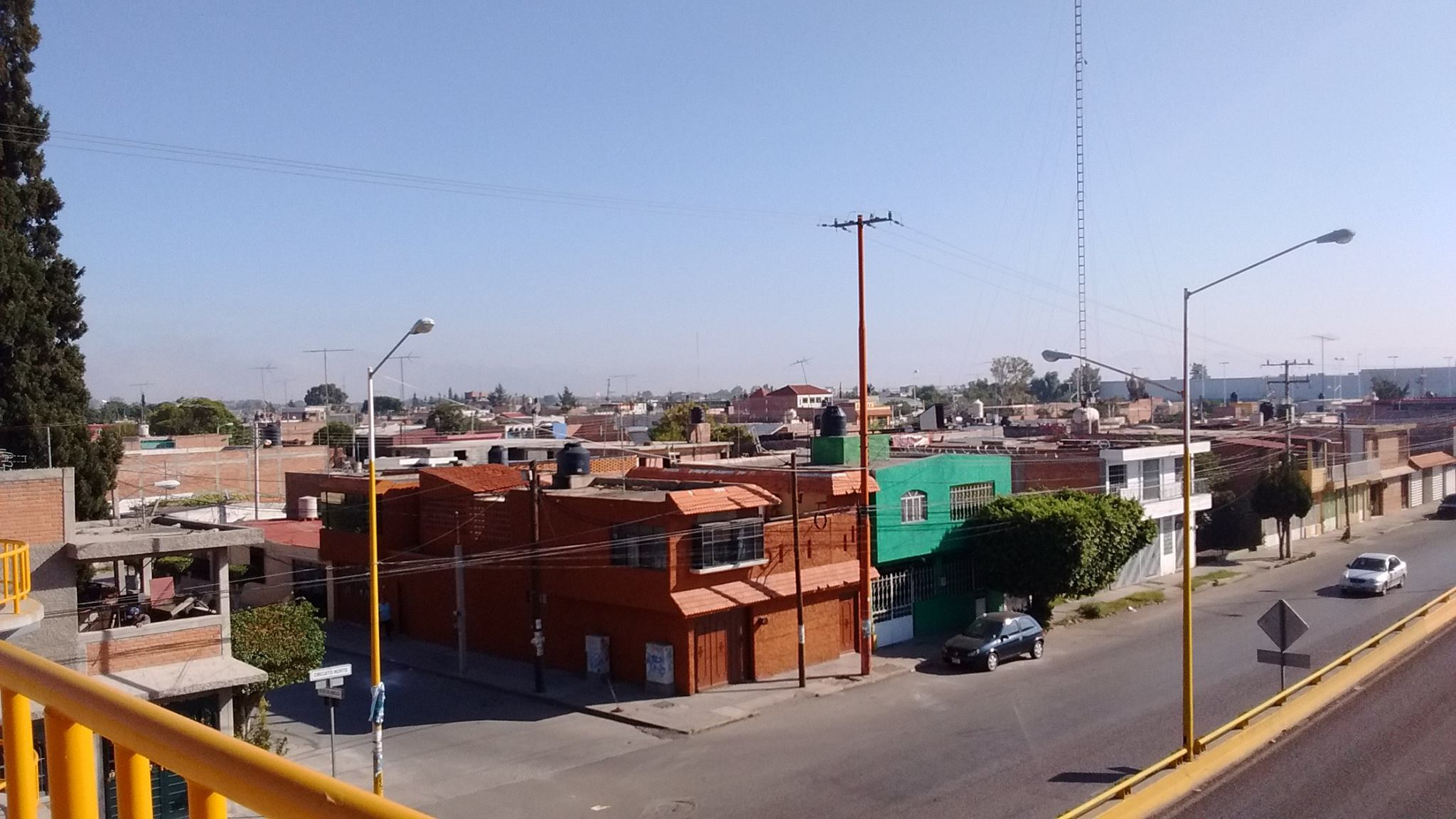
Vista de Hogares Ferrocarrileros 1a sección desde el puente peatonal de Carretera Rioverde (octubre de 2016).

## Hogares Ferrocarrileros 1a sección

### Origen e historia
La primera sección de la colonia Hogares Ferrocarrileros, fundada en la década de 1970, surgió como un proyecto que permitió a un grupo de trabajadores de Ferrocarriles Nacionales de México acceder a viviendas a través de créditos hipotecarios. En sus inicios, la colonia fue vista con cierta desconfianza debido a su ubicación en una zona montañosa a las afueras de la ciudad de San Luis Potosí, un área que, con el tiempo, se consolidó como un espacio ideal para la vida familiar y el desarrollo comunitario.
En sus primeros años, circularon rumores sobre la naturaleza del terreno donde se asentaban las casas, alimentados por un extraño fenómeno: una explosión y la salida de humo en la vecina colonia Fidel Velázquez, lo que llevó a especulaciones sobre actividad volcánica en la zona. Sin embargo, más tarde se descubrió que el estruendo fue causado por la explosión de material pirotécnico, lo que dio origen al apodo de "El Polvorín" para la colonia vecina. Este episodio, ahora parte del pasado, refleja la evolución de Hogares Ferrocarrileros 1ª Sección como una comunidad que ha crecido con estabilidad y dinamismo.

### Desarrollo y Crecimiento
Con el paso del tiempo, la colonia experimentó un crecimiento constante y mejoras en su infraestructura. En su área central se encuentran el Jardín de Niños "Felipe Pescador", la iglesia católica "El Señor de los Trabajos" y las canchas deportivas "Carmenchu Vilet de Torres Corzo", espacios clave para la educación, el esparcimiento y la convivencia comunitaria. Además, la colonia ha atraído la instalación de importantes empresas e instituciones, como el almacén del Instituto Mexicano del Seguro Social (IMSS) y la planta de Arca Continental Coca-Cola, que han impulsado el desarrollo de la zona.
El crecimiento urbano ha convertido a Hogares Ferrocarrileros 1ª Sección en una colonia estratégicamente ubicada y bien conectada. Se encuentra cerca del Distribuidor Vial Benito Juárez, una de las principales vías de comunicación de la ciudad, lo que permite un acceso rápido a diversos puntos de interés. Además, está a pocos minutos del centro histórico de la capital potosina y del centro histórico de Soledad de Graciano Sánchez, facilitando el acceso a servicios administrativos, culturales y recreativos.

### Servicios y Calidad de Vida
Actualmente, la colonia está rodeada de una variada oferta comercial que cubre las necesidades de sus habitantes. En sus alrededores se encuentran tiendas de autoservicio como H-E-B y Bodega Aurrera, así como tiendas departamentales como Coppel, lo que facilita el abastecimiento de productos y servicios. Para quienes buscan opciones de bienestar y actividad física, en las cercanías se han establecido gimnasios como Planet Fitness y Smart Fitness, ofreciendo alternativas para un estilo de vida saludable.
Gracias a su evolución y ubicación privilegiada, Hogares Ferrocarrileros 1ª Sección se ha consolidado como una colonia con una combinación ideal de tranquilidad, accesibilidad y servicios, lo que la convierte en una opción atractiva para quienes buscan establecerse en un entorno con infraestructura consolidada y una comunidad en constante desarrollo.

### Eventos Significativos en Hogares Ferrocarrileros 1ª Sección

#### Derrumbe del Techo de la Iglesia
En 1993, la iglesia El Señor de los Trabajos sufrió el colapso de su techo, un evento que, afortunadamente, no resultó en pérdidas humanas. Tras este incidente, se llevó a cabo un plan para la reconstrucción del techo, priorizando una estructura más ligera y resistente. Como resultado, se optó por una cubierta de lámina, la cual ha permanecido desde entonces, brindando mayor seguridad y funcionalidad al recinto religioso.

#### Incendio en la Expo Moroleón
La madrugada del 11 de diciembre de 2018, un incendio de gran magnitud sorprendió a los habitantes de la colonia, consumiendo casi 200 puestos de ropa y calzado en la Plaza de las Tres Huastecas, donde se llevaba a cabo la Expo Moroleón. El siniestro afectó una superficie de más de mil metros cuadrados, reduciendo a cenizas una gran cantidad de mercancía.
El fuego se propagó rápidamente en la zona de estacionamiento ubicada entre Arca Continental Coca-Cola e Híper Soriana Glorieta, poniendo en riesgo otros establecimientos cercanos. Gracias a la intervención del Cuerpo de Bomberos Metropolitano, entre 15 y 20 locales lograron salvarse. La intensidad del incendio fue tal que su resplandor y la densa columna de humo pudieron verse desde distintos puntos de la ciudad.
Tras el control del siniestro, la Fiscalía General del Estado llevó a cabo las investigaciones pertinentes, determinando que la causa del incendio fue el uso de veladoras encendidas al interior de los puestos, lo que originó las llamas. A pesar de la magnitud del incidente y de las grandes pérdidas materiales, no se reportaron víctimas.

## Hogares Ferrocarrileros 2a sección
Es la más extensa de las secciones, limita al norte con la avenida Valentín Gómez Farías y la avenida Tenochtitlán, al sur con la carretera Rioverde, al este con la calle Valle del Yaqui y al oeste con la calle Teotihuacán. 
La segunda sección de Hogares Ferrocarrileros fue la continuación de los créditos hipotecarios que se les otorgaron a los trabajadores de Ferrocarriles Nacionales de México. En esa ocasión además de casas se ofrecieron dúplex y condominios.
Esta sección cuenta con el Auditorio Luis Donaldo Colosio, la Unidad Deportiva Luis Donaldo Colosio, la Unidad Deportiva La Lechería, el Jardín de Niños Jesús García Corona, la Escuela Primaria Profr. Jesús Silva Herzog, la Escuela Primaria Benito Juárez y la Escuela Secundaria Técnica No. 31.

## Hogares Ferrocarrileros 3a sección
Es la más pequeña de las secciones, limita al norte con la avenida Tenochtitlán, al sur con la carretera Rioverde, al este con la calle Lago de Texcoco y oeste con la calle Valle del Yaqui.
La tercera sección de Hogares Ferrocarrileros cuenta con la Escuela Primaria Profr. Juan Miranda Uresti y la Escuela Primaria Juana Marfil Castro.